# 미셸 허드
미셸 허드(Michelle Hurd, 1966년 12월 21일 ~ )는 미국의 배우이다.

## 영화
- 랜덤 하트
- 아들의 빈자리

## 텔레비전
- 더 프랙티스
- 도망자 (2000년 드라마)
- 어코딩 투 짐
- The O.C.
- 참드
- 본즈 (드라마)
- 키드냅 (드라마)
- ER (드라마)
- 가십걸
- CSI: 마이애미
- 굿 와이프
- 플래시포워드 (드라마)
- 글래이즈
- 90210
- 블루 블러드 (드라마)
- 에밀리의 병원 24시
- 레이징 호프
- 프리티 리틀 라이어스
- 동쪽 끝의 마녀들
- 하와이 파이브-0
- 은밀한 하녀들
- 범죄의 재구성 (드라마)
- 제시카 존스 (드라마)
- 미스터리 오브 로라
- 애쉬 vs 이블 데드
- 데어데블 (드라마)
- 블라인드스팟
- 리썰 웨폰 (드라마)
- 영거 (TV 시리즈)
- 포즈 (드라마)